# KM Kaspická příšera

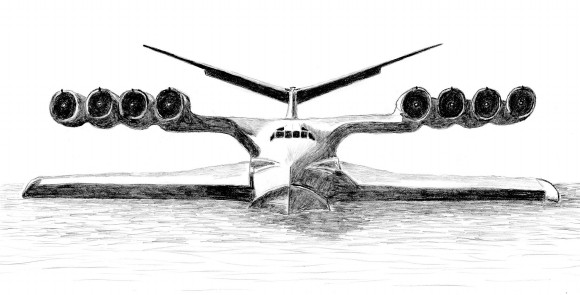
KM Kaspická příšera zepředu

Ekranoplán KM (Корабль-макет), přezdívaný Kaspická příšera, byl prototyp obřího sovětského ekranoplánu, vyvíjeného v šedesátých letech 20. století konstruktérem Rostislavem Jevgeňjevičem Alexejevem. Letoun, využívající k pohybu princip dynamického přízemního efektu, byl největší ekranoplán na světě. Do pohybu ho dostáválo 10 proudových motorů přičemž 8 z nich dodávalo potřebný výkon při startu a po dosažení cestovní rychlosti zůstaly zapnuty jen zadní 2 motory, které rychlost udržovaly.

## Historie
Po úspěšných zkouškách ekranoplánu sovětské námořnictvo objednalo v roce 1963 v loděnicích Volga stavbu ekranoplánu s označením KM (Korabl Maket) jako vzor pro budoucí bojové ekranoplány. 
Ekranoplán byl dokončen v březnu 1966 a po řece Volze byl remorkéry tajně v noci odtažen do Kaspického moře, aby stroj nezpozorovaly západní satelity, nicméně nakonec byl americkými satelity objeven. Obrovský stroj díky své velikosti a zvláštnímu tvaru dostal přezdívku Kaspická mořská příšera (Caspian Sea Monster). Poprvé vzlétl 18. října 1966. Pilotoval ho sám Alexejev, což nebylo obvyklé, neboť většina sovětských konstruktérů své stroje nikdy nepilotovala. 
Pro akceleraci na cestovní rychlost sloužilo osm předních motorů, umístěných na dvou pylonech, po dosažení cestovní rychlosti ekranoplán poháněly jen dva proudové motory na zádi. Letová výška se pohybovala mezi 4–14 metry, cestovní rychlost byla 430–500 km/h, maximální rychlost byla 650 km/h, některé zdroje uvádějí až 740 km/h.
KM sloužil 15 let a podle pilotů to byl skvělý stroj pro dopravu po rozlehlých vodních plochách a skvěle sloužil i pro rychlý výsadek.
Během zkoušek však došlo, zčásti vinou málo vyškolené posádky a zčásti kvůli nepřízni počasí, k několika nehodám. Ekranoplán totiž nebyl schopný letět nad vodní hladinou, pokud vlny dosahovaly výšky přes dva metry.
V roce 1980 ekranoplán pilotoval pilot, který dlouho v podobném stroji neseděl; rozhodl se vzlétnout i přes špatné povětrnostní podmínky – vlny ten den přesahovaly výšku 3,5 metru a stroj byl stavěný maximálně na vlny vysoké 2 metry. Pilot nabral rychlost a KM silně přitáhl, čímž nabral kritický úhel, poté zazmatkoval a stáhl plyn, ekranoplán se levým křídlem zabořil do vodní hladiny, začal hořet a potopil se. Posádka stihla opustit vrak bez větších zranění.
Na základu Kaspické příšery byl postaven ekranoplán Lun (pod označením projekt 903), který byl ozbrojen šesticí protilodních raket 3M80 Moskit.

## Specifikace
- Délka: 91 m

- Rozpětí křídel: 37,6 m
- Rozpětí stabilizačních křídel na ocasu: 37 m
- Výška: 21,8 m
- Plocha křídel: 662,50 m2
- Hmotnost bez nákladu: 240 000 kg
- Maximální vzletová hmotnost 544 000 kg
- Motory: 10× Dobrynin VD-7
- Cestovní rychlost 430–500 km/h
- Maximální rychlost: 650 km/h
- Dolet 1 500 km
- Výška letu 4–14 m